# Xestoblatta surinamensis
Xestoblatta surinamensis es una especie de cucaracha del género Xestoblatta, familia Ectobiidae.

## Distribución
Esta especie se encuentra en Surinam y Brasil.